# Platanista gangetica
A Platanista gangetica az emlősök (Mammalia) osztályának párosujjú patások (Artiodactyla) rendjébe, ezen belül a gangeszi folyamidelfin-félék (Platanistidae) családjába tartozó faj.
Családjának az egyetlen élő faja, nemének az egyetlen faja és egyben a típusfaja is.

## Alfajai
- gangeszi folyamidelfin (Platanista gangetica gangetica) (Roxburgh, 1801)
- indusi folyamidelfin (Platanista gangetica minor) (Lebeck, 1801)

1970 és 1998 között, a Platanista gangeticát két önálló fajnak, testvértaxonnak vélték a kutatók. A két cetálományt 1801-ben, két különböző helyen, két különböző biológus írta le, illetve nevezte meg, Lebeck és William Roxburgh. Ennek ellenére a kettőt 1970-ig egy fajként tartották számon, aztán morfológiai és kémiai vizsgálatok következtében, a kutatók elhatározták, hogy két különböző fajról van szó. 1998-ban, amikor is a mitokondriális DNS vizsgálatokat végeztek rajtuk, végre kitudódott, hogy ezek a folyami cetek valójában egy fajt alkotnak. A két alfaj körülbelül a késő pleisztocén korszakban, 550 000 évvel ezelőtt szigetelődött el egymástól, így kialakulva a két alfaj. A genetikai bizonyítékoktól eltérően, az eddigi legrégebbi talált fosszilis bizonyíték, csak 12 ezer éves. Ennek a cetfajnak az őse, nagyjából a középső miocén korszakban tért át a tengerből a folyókba.

## Előfordulása
A gangeszi folyamidelfin előfordulásai területe nagyobb, mint az indusi folyamidelfiné, előfordul a Gangesz, a Meghana és a Brahmaputra folyókban és vízgyűjtő rendszereikben, Nyugat-Indiában, Nepálban, Bhutánban és Bangladesben, valamint a bangladesi Karnaphuli folyóban. Valószínűleg él a Sangu folyóban (Banglades) és Kínában a Brahmaputra forrásvidékén is. Előfordulása a Himalája lábától kezdve a tengeri árapály zónáig nem összefüggő. Elterjedésének felső határa Sunamganj (Meghna), a Lohit folyó (Brahmaputra) és a Manao (Gangesz). Az árapály zónánál kijjebb nem merészkedik. A Farakka duzzasztógát kettéválasztotta állományát.
Az indusi folyamidelfin kizárólag az Indus folyóban fordul elő, Pakisztán Szindh és Pandzsáb tartományaiban. Népességének 80%-a szorult a Sukkur és Gubbu duzzasztógátak közti 170 km-es szakaszra. Elterjedésének felső határa a Dzsinnah-gát, északnyugat Pandzsábban, alsó határát pedig a Kotri-gát szabja meg Sind tartományban. Előfordul még a Chenab folyóban is. 1930 óta számos gátat építettek öntözési és energiahasznosítási céllal, melyek korlátozzák az állatok mozgását, elterjedését, és felszabdalták az eredetileg egységes populációt.

## Fordítás
- Ez a szócikk részben vagy egészben  a   South Asian river dolphin című angol Wikipédia-szócikk ezen változatának fordításán alapul.  Az eredeti cikk szerkesztőit annak laptörténete sorolja fel. Ez a jelzés csupán a megfogalmazás eredetét és a szerzői jogokat jelzi, nem szolgál a cikkben szereplő információk forrásmegjelöléseként.